# بید باک‌کو
بید باک‌کو (نام علمی: Salix bakko) نام یک گونه از سرده بید است.